# Architektur der Mudéjaren in Aragón
Die Architektur der Mudéjaren in Aragón oder Mudéjar-Architektur in Aragón bezeichnet eine regionale Schule innerhalb des Mudéjar-Stils in Spanien. Die UNESCO hat zehn Gebäude in Aragón als Weltkulturerbe anerkannt.

## Voraussetzungen
Verschiedene Bedingungen führten zur Herausbildung regionaler Mudéjar-Stile in der Architektur. Im Falle von Arágon stellte die sogenannte Reconquista die Weichen.
Die Kapitulation Toledos vor Alfons VI. (León) im Jahr 1085 und die Einnahme Saragossas durch Alfonso I. von Aragon im Jahr 1118 bedeuteten für die Herrschaftsverhältnisse auf der Iberischen Halbinsel einen markanten Einschnitt. Diese Herrscher besaßen auf einmal riesige landwirtschaftlich geprägte Gebiete und Städte, für die es aber nur eine kleine christliche Bevölkerung gab. Gegen die kirchliche Orthodoxie wurde daher der andersgläubigen Bevölkerung erlaubt, gegen Steuern in diesen Gebieten zu verbleiben, ihre islamische Religion zu bewahren, Arabisch zu sprechen und teilweise ihr eigenes Rechtssystem zu behalten. Die Mudejaren waren geboren. „With the Christians fully devoted to arms, the Mudejars took on industrial tasks and the most productive agricultural jobs (irrigated crops), and the Jews assumed responsibility for scientific learning, administration and the economy. (Übersetzung: »Da sich die Christen voll und ganz den Waffen widmeten, übernahmen die Mudejaren industrielle Aufgaben und die produktivsten landwirtschaftlichen Arbeitsplätze (bewässerte Kulturen), und die Juden übernahmen die Verantwortung für das wissenschaftliche Lernen, die Verwaltung und die Wirtschaft.«)“
Der aragonesische Mudéjar-Stil entwickelte sich vom 12. bis zum 17. Jh. und schuf mehr als 100 architektonische Denkmäler, vor allem in den Tälern des Ebro, des Jalón und des Jiloca, wo es große Bevölkerungsgruppen von Mudéjaren und Morisken gab, die ihre handwerklichen Traditionen beibehielten.
Die ersten Zeugnisse des aragonesischen Mudéjar-Stils finden sich beim Palast der Aljafería (Saragossa), der für die christlichen Herrscher reformiert und erweitert wurde.
Die christlicher Herrscher waren von der Kunst der islamischen Handwerker und Baumeister beeindruckt und diese passten sich den Gegebenheiten an und arbeiteten für die neuen Machthaber in einer immer gefährdeten Balance zwischen den Siegern und den Besiegten.
Es waren also spezielle Umstände, die eine Kunst entstehen ließ, die als Zusammenspiel zweier Traditionen, der islamischen und der christlichen, zu sehen ist. Die Folge dieses Zusammentreffens war ein neuer künstlerischer Stil. Der Mudéjar-Stil ist zwischen islamischer und christlicher Kunst anzusiedeln.

## Mudéjar-Architektur

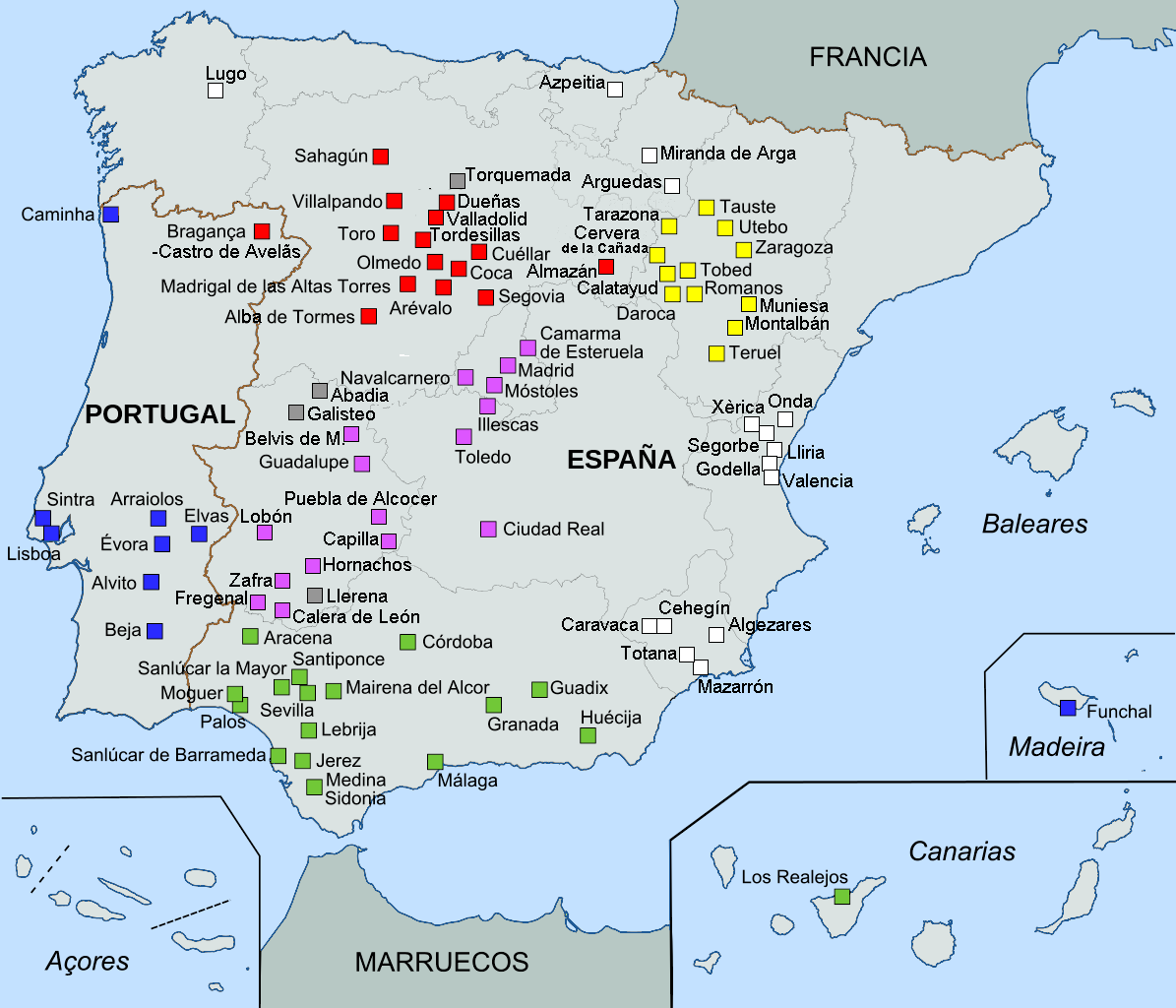
Verbreitung der Mudéjar-Architektur in Spanien und Portugal
Legende:
Früheste Phase des Mudéjar-Stils
Aragonesischer Mudéjar
Schwerpunkt León und Kastilien
Schwerpunkt Toledo
Schwerpunkt Andalusien
andere
Portugiesischer Mudéjar

Charakteristisch für die Mudéjar-Architektur ist die Entwicklung von Glockentürmen, deren Struktur vom islamischen Minarett übernommen wurde: ein viereckiger Turm wird im unteren Bereich von einem weiteren umhüllt. Zwischen den beiden Türmen befindet sich das Treppenhaus. Auf diesen bisher islamischen Baukörper wurde der christliche Glockenturm aufgesetzt.
Die Prozesse des Austauschs und der Integration in das kulturelle Erbe der mittelalterlichen iberischen Halbinsel sind einerseits nach Francine Giese und Elena Paulino Montero das Ergebnis eines fließenden Austausches künstlerischer Formen in alle möglichen Richtungen über seine durchlässigen Grenzen hinweg.
Dies geschah bei Künsten und Architektur an königlichen, adligen Höfen und auch in anderen sozialen Schichten, einschließlich kirchlicher und lokaler Eliten. So ergab sich eine vertikale Verbreitung der Mudéjar-Ästhetik, die in Gebäudetypen, Techniken, Materialien und Ornamenten erkennbar ist. Daher und im Gegensatz zu einer weit verbreiteten Tendenz, die Mudéjar-Architektur auf ein rein dekoratives Phänomen zu reduzieren, ist es wichtig, sie breiter zu erklären, um die komplexen kulturellen Realitäten des mittelalterlichen iberischen Halbinsel zu erkennen.
Andererseits vertritt D. F. Ruggles die These, dass in Aragón ganz bewusst der Mudéjar-Stil gefördert wurde und nicht, wie in León, der französische Stil aus Gründen des politischen Wettbewerbs, weil dieser Stil regional gewachsen war und auch, trotz seiner islamischen Wurzeln, Zeichen einer aufstrebenden spanischen Identität.

## Welterbe

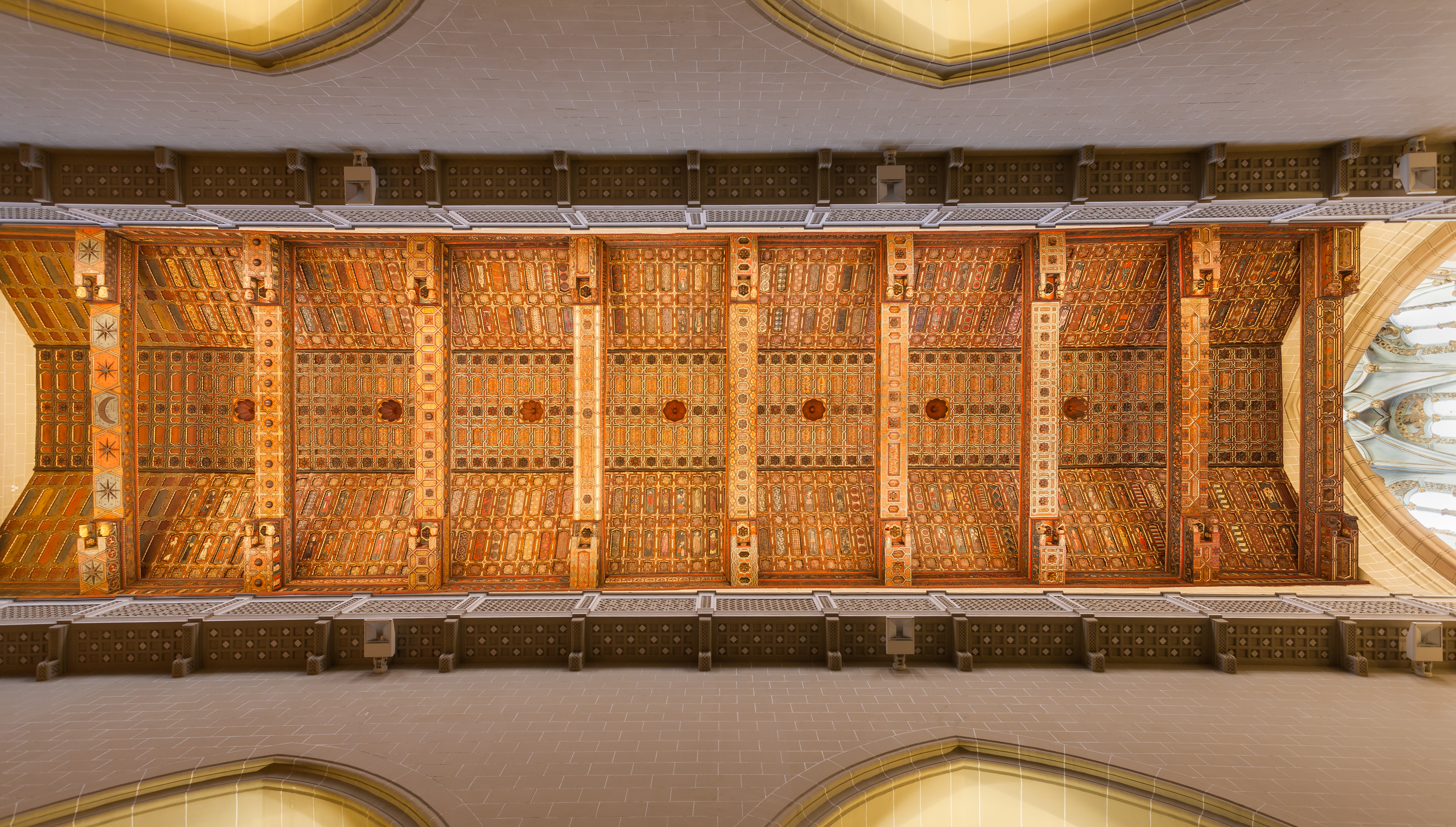
Mudéjar-Decke (Artesonado) der Kathedrale von Teruel.

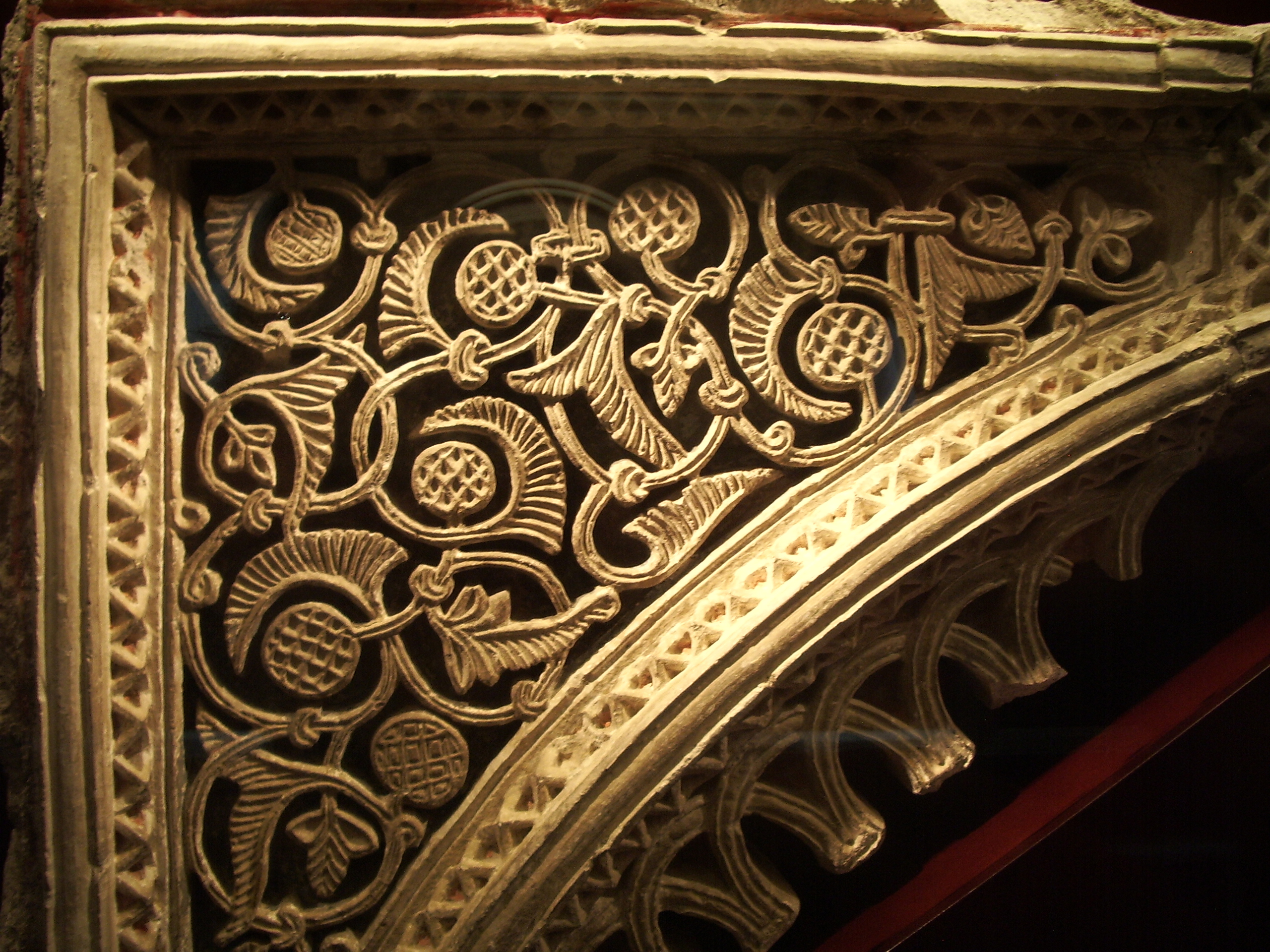
Mudéjar-Alfiz und Bogenzwickel aus dem 14. Jahrhundert. Palast von Peter IV. (Aragón), Aljafería, Saragossa.

Im Jahr 1986 erklärte die UNESCO das Mudéjar-Ensemble von Teruel zum Weltkulturerbe. 2001 wurde es auf andere aragonesische Mudéjar-Stätten in Saragossa und Provinz ausgeweitet. Die Begründung der Erklärung beruht auf dem Kriterium (IV) :

“The Mudéjar Architecture of Aragon is an eminently representative example of a type of construction with a unique technology developed over the course of several centuries (12th to 17th) thanks to the co-existence of cultures and the combination of forms and building methods employed by Christians, Muslims, and Jews, through the exchange of their knowledge and experience. It expresses the evolution of Mudéjar construction techniques in both structural and formal terms and symbolises the integration of a range of art forms (architecture, ceramics, woodcutting, and painting) as an aesthetic process of approximation to beauty.”

„Die Mudéjar-Architektur von Aragon ist ein herausragendes Beispiel für eine Bauart mit einer einzigartigen Technologie, die im Laufe mehrerer Jahrhunderte (12. bis 17. Jahrhundert) dank der Koexistenz der Kulturen und der Kombination von Formen und Baumethoden der Christen, Muslime und Juden durch den Austausch ihres Wissens und ihrer Erfahrungen entwickelt wurde. Es drückt die Entwicklung der Mudéjar-Bautechniken sowohl in struktureller als auch formaler Hinsicht aus und symbolisiert die Integration einer Reihe von Kunstformen (Architektur, Keramik, Holzschnitt und Malerei) als ästhetischen Prozess der Annäherung an die Schönheit.“

Insgesamt sind es 10 aragonesische Mudéjar-Welterbestätten, die ausdrücklich in der Erklärung enthalten sind:
| Referenz | Name                                                                         | Ort                  | Jahr | Bild |
| -------- | ---------------------------------------------------------------------------- | -------------------- | ---- | ---- |
| 378-001  | Turm, Dach und Kuppelgewölbe der Kathedrale Santa María de Mediavilla (Lage) | Teruel               | 1986 |      |
| 378-002  | Turm von San Pedro (Lage)                                                    | Teruel               | 1986 |      |
| 378-003  | Turm von San Martín (Lage)                                                   | Teruel               | 1986 |      |
| 378-004  | Turm der Kirche San Salvador (Lage)                                          | Teruel               | 1986 |      |
| 378-005  | Apsis, Kuppelgewölbe und Turm der Colegiata de Santa María la Mayor (Lage)   | Calatayud            | 2001 |      |
| 378-006  | Wehrkirche Santa Tecla (Lage)                                                | Cervera de la Cañada | 2001 |      |
| 378-007  | Kirche Santa María (Lage)                                                    | Tobed                | 2001 |      |
| 378-008  | Mudéjar-Reste des Aljafería-Palastes(Lage)                                   | Saragossa            | 2001 |      |
| 378-009  | Turm und Kirche San Pablo Apóstol (Lage)                                     | Saragossa            | 2001 |      |
| 378-010  | Apsis, Parroquieta (Kapelle) und Kuppelgewölbe der Kathedrale La Seo (Lage)  | Saragossa            | 2001 |      |

## Mudéjar-Baumeister
Unter den Mudéjar-Baumeistern lassen sich verschiedene Familien feststellen: Bellito, Huzmel, Domalich und Gali. Als berühmteste Baumeister nennt die Forschung:
Mahoma Calahorrí

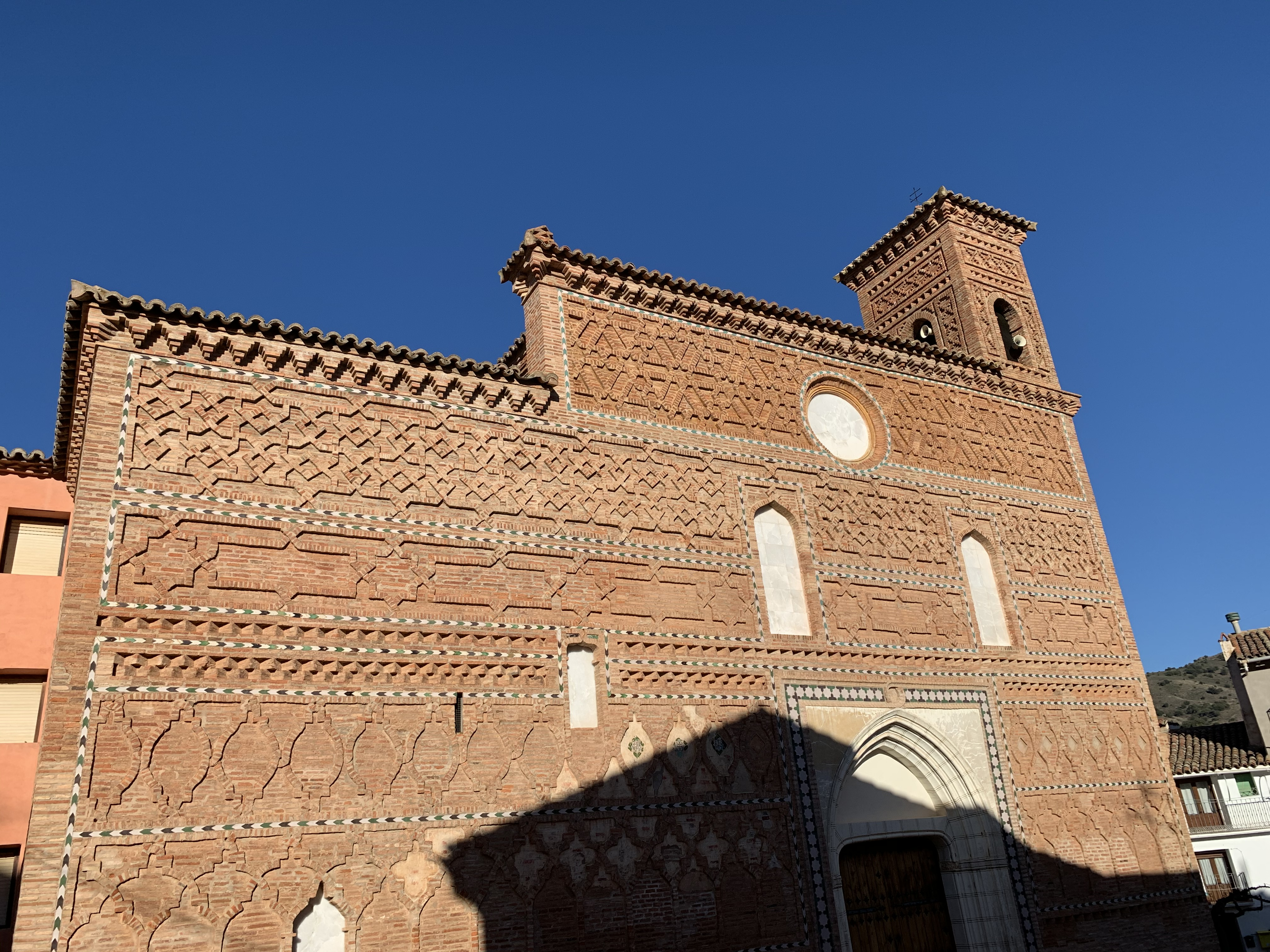
Westliche Fassade von Santa Maria en Tobed.

Er arbeitete in Saragossa am Frauenkloster Santo Sepulcro und beendete seine Werk um 1390. Danach lässt sich nachweisen, dass er am Bau und der Ausstattung der Mudéjar-Kirche Santa Maria in Tobed (Referenz 378-007) beschäftigt war. Mahoma Calahorrí findet sich gegen 1394 in einer Inschrift in gotischen Buchstaben als federführender Baumeister der letzten Phase des Baus. Damit war er verantwortlich für die künstlerische Ausgestaltung der westlichen Fassade dieser Kirche.
Mahoma Rami
Mahoma Rami ist wohl der bekannteste Mudéjar-Baumeister. Sohn des Baumeisters Lop Rami, gibt es erste Zeugnisse von ihm ab 1387. Seine Tätigkeit ist ab 1404 gut dokumentiert. Zuerst ist seine Arbeit auf Wunsch Pedro de Lunas (Benedikts XIII.) an der Kathedrale La Seo in Saragossa (Referenz 378-10)  nachgewiesen. Dort baute er die zerstörte Apsis und das Kuppelgewölbe wieder auf. Zwischen 1411 und 1414 war er in Calatayud an San Pedro Mártir tätig, zusammen mit bis zu 40 Mudéjar-Baumeistern. 1426 hat er dann seine Tätigkeit an Santa Tecla (Referenz 376-006) in Cervera de la Cañada (Zaragoza) beendet, wie eine Inschrift besagt: „obrada et deficada: por: Mahoma Rami: con dios“. Die Handschrift seiner Werkstatt lässt sich noch an vielen Stätten nachweisen. So war er sicher beteiligt an den Arbeiten an Santa María (Referenz 376-005) de Calatayud (Saragossa), und am Bauabschluss von San Félix in Torralba de Ribota (Saragossa).

## Kunsthistorischer Streit über den Mudéjar-Begriff
Der Mudéjar-Stil ist eine Kunstform Spaniens, die zu gegensätzlichen Interpretationen geführt hat.
Unterschiedliche Standpunkte resultieren u. a. daraus, wie die Forscher dem Anteil der christlichen bzw. der islamischen Elemente Rechnung tragen.
Mittlerweile hat es mehrere Versuche gegeben, die Mudéjar-Kunst und -Architektur neu zu definieren, wie es u. a. Gonzalo Borrás Gualís und María Elena Diez Jorge taten. Weiterhin gibt es breit gestreute, unterschiedliche Forschungsschwerpunkte:
- die mangelnden Homogenität der Gesamtheit der Mudéjar-Denkmäler,
- eine Definition als künstlerischer Stil,
- die problematische Anwendung der ethno-religiösen Terminologie auf kunsthistorische Phänomene,
- die Kritik am nationalistischen und religiösen Erbe des Begriffs,
- die Ungenauigkeit in Bezug auf Chronologie und Geographie,
- Probleme, Mudéjar-Kunst und -Architektur in bestehende Kategorien der Kunstgeschichte zu integrieren,
- die Reduzierung der Mudéjar-Architektur auf einen dekorativen Stil,
- die häufige Überbetonung der verwendeten Materialien und Bautechniken.

## Mudéjar-Bauwerke in Aragón, die nicht zum Welterbe gehören

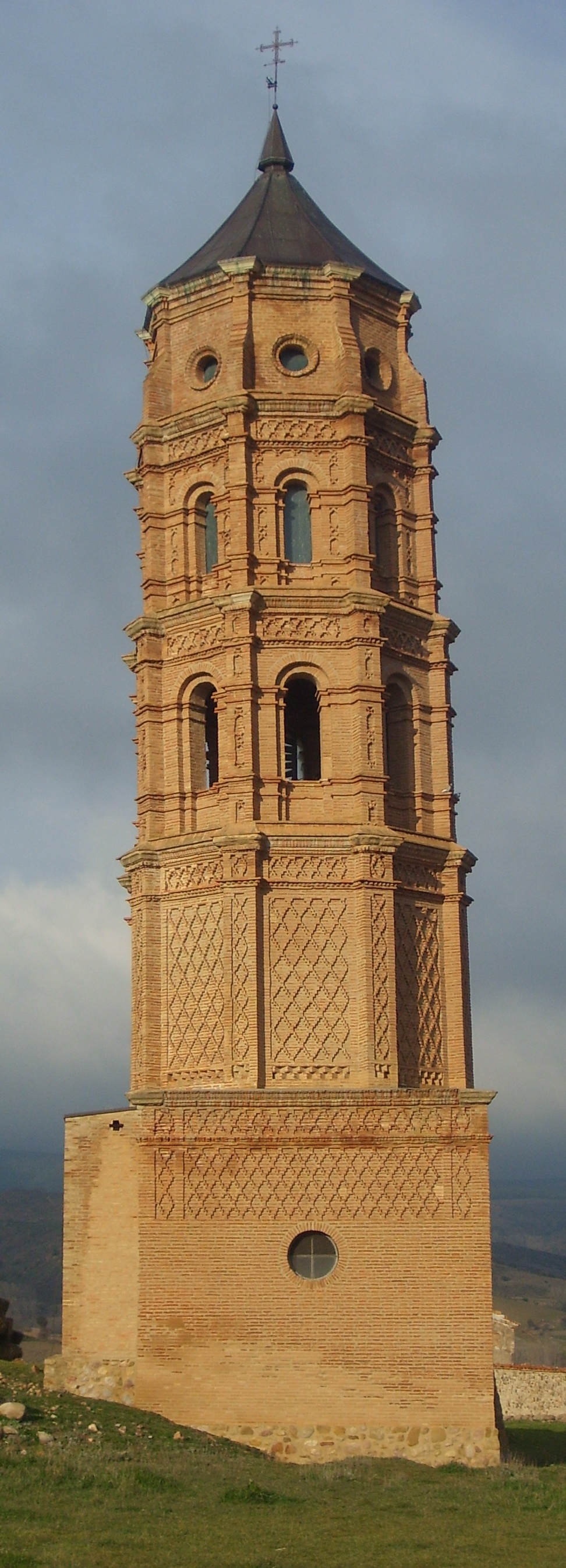
Torre de la iglesia antigua de Olalla

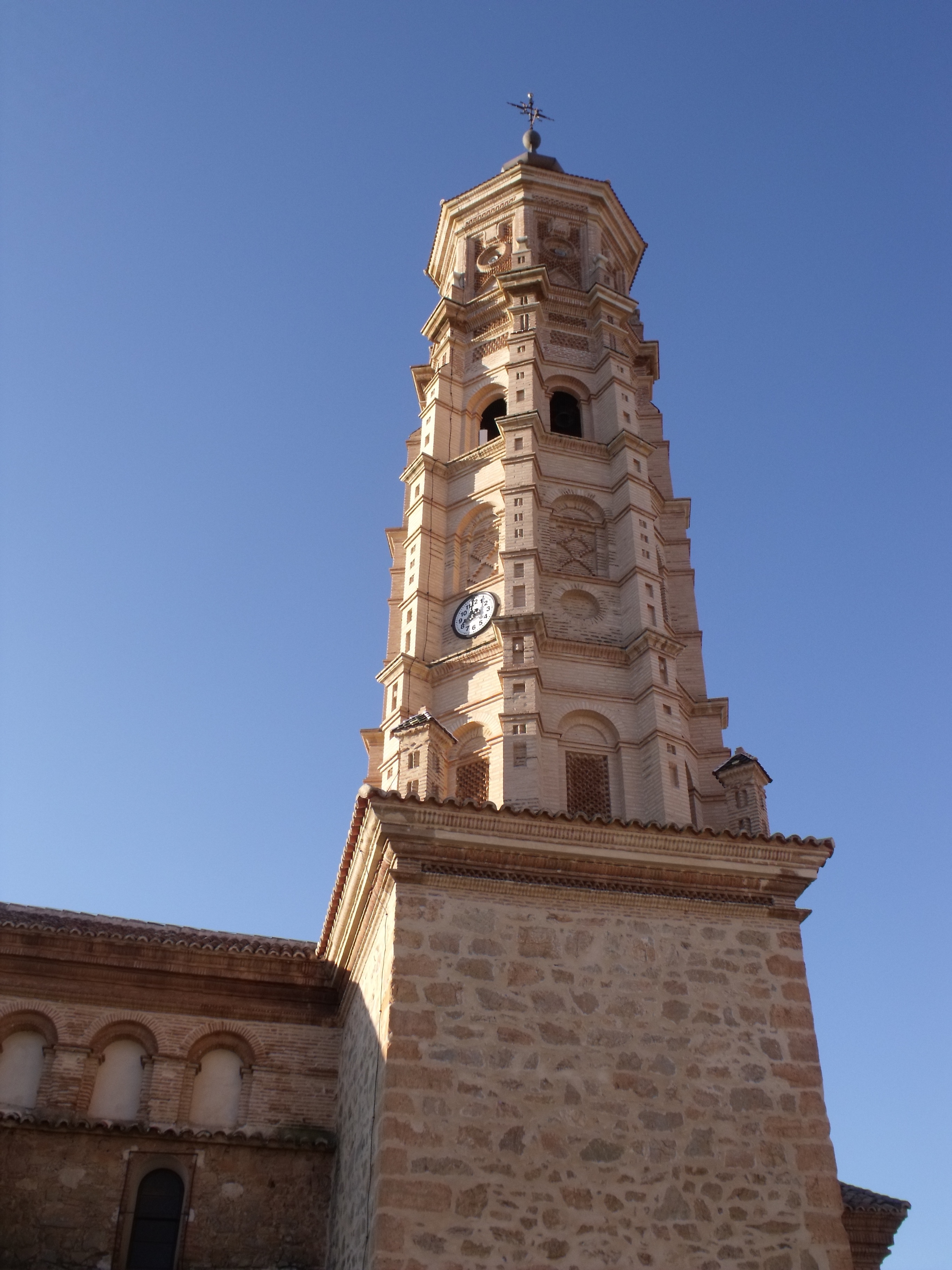
Iglesia de San Martín (San Martín del Río)

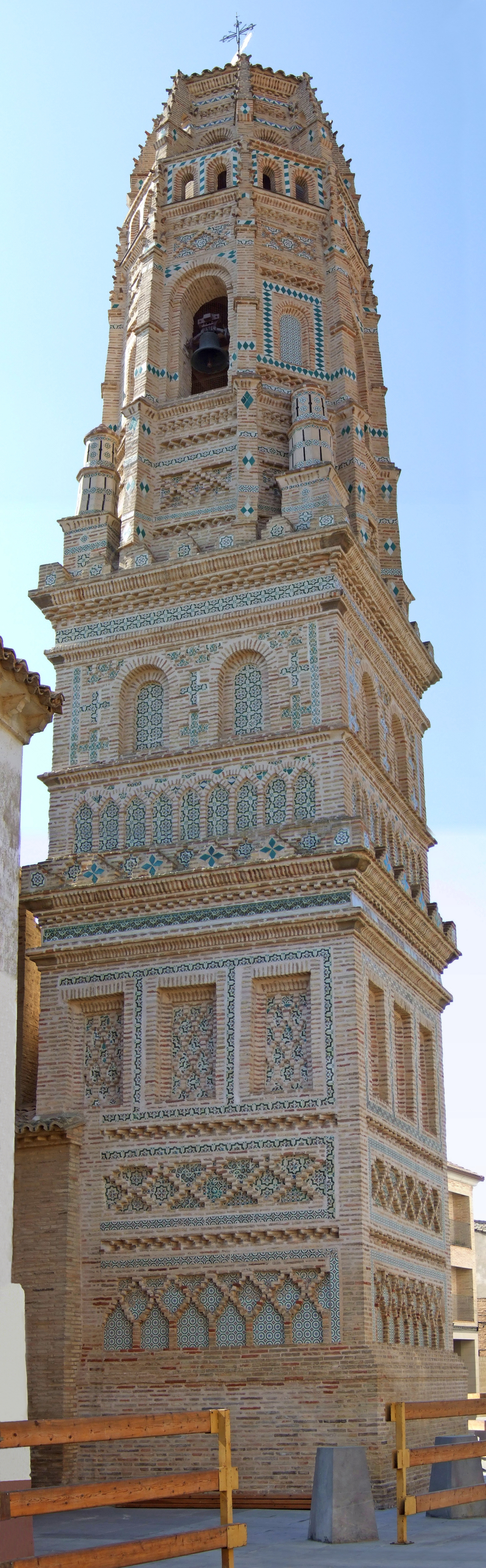
Iglesia de Nuestra Señora de la Asunción (Utebo)

### Provinz Teruel
- Turm der Kirche Asunción de Nuestra Señora (Albalate del Arzobispo).
- Glockenturm und Fußboden der Kapelle des Castillo-Palacio Arzobispal (Albalate del Arzobispo).
- Turm und Kirche Santa María (Báguena).
- Kirchturm von Nuestra Señora de los Ángeles (Burbáguena).
- Turm der Kirche Virgen del Campo (Camarillas).
- Kirchturm Santa Elena (Godos).
- Kirche Santa María la Mayor (Híjar).
- Einsiedelei Virgen de los Dolores (Jabaloyas).
- Kirche Apóstol Santiago (Montalbán (Teruel)).
- Kirche Asunción de Nuestra Señora (Muniesa (Teruel)).
- Kirchturm Asunción de Nuestra Señora (Navarrete del Río).
- Kirchturm von Olalla (Teruel).
- Einsiedelei Virgen la Fuente (Peñarroya de Tastavins).
- Kirchturm San Bartolomé Apóstol (Peralejos (Teruel)).
- Kirchturm von San Martín (San Martín del Río).
- Kirchturm von Virgen de la Merced (Teruel).

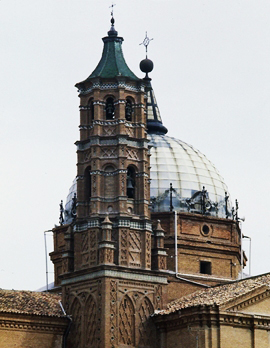
Kirchturm von Asunción de Nuestra Señora (La Almunia de Doña Godina).

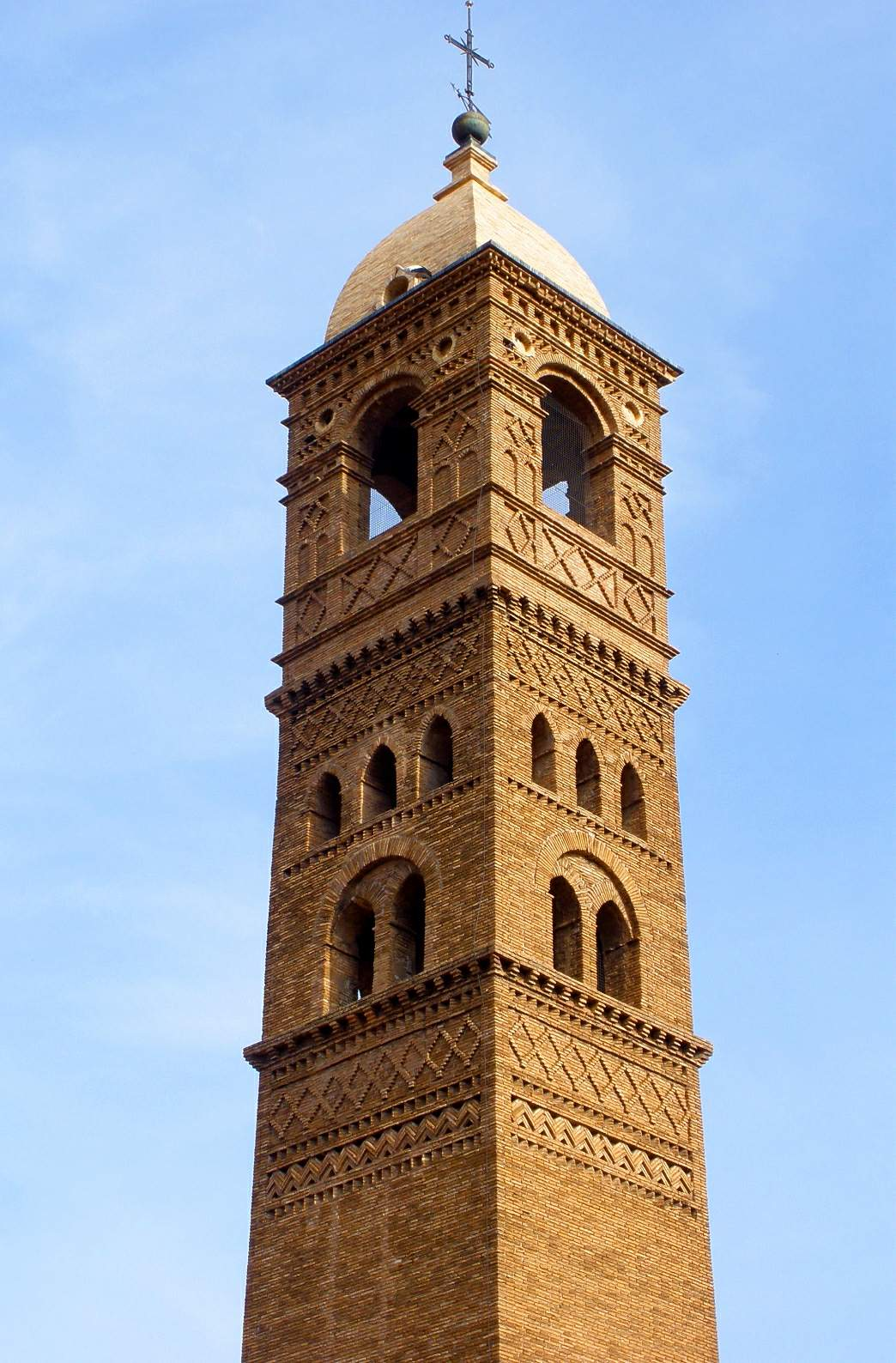
Kirchturm von Santa María Magdalena (Tarazona)

### Provinz Saragossa
- Kirche San Pedro Apóstol (Alagón).
- Kirche San Miguel Arcángel (Alfajarín).
- Apsis von Asunción de Nuestra Señora (Alberite de San Juan).
- Kirchturm von Natividad de Nuestra Señora (Alhama de Aragón).
- Kirchturm von Asunción de Nuestra Señora (La Almunia de Doña Godina).
- Kirche San Miguel Arcángel (Ambel).
- Ordenspalast von San Juan de Jerusalén (Ambel).
- Kirchturm und linker Eingang des Kreuzganges der Kirche Nuestra Señora del Rosario (Ambel).
- Kirche Nuestra Señora del Castillo (Aniñón).
- Marienkirche (Ateca).
- Turm der Marienkirche (Ateca).
- Uhrenturm (Ateca).
- Kirche der Nuestra Señora de la Piedad (Azuara).
- Ruinen der Kirche San Martín de Tours (Belchite).
- Uhrenturm (Belchite).
- Kirchturm von Virgen del Pueyo (Belchite).
- Turm, Apsis und Verputz der Kirche des San Miguel Arcángel (Belmonte de Gracián).
- Turm und Kapelle Virgen del Castillo (Belmonte de Gracián).
- Uhrenturm, Apsis und Claustrum der Colegiata de Santa María (Borja).
- Kirche von San Miguel (Borja).
- Casa de la Estanca (Borja).
- Kapelle San Jorge (Borja).
- Kirche von San Pedro de los Francos (Calatayud).
- Kirche von San Andrés (Calatayud).
- Real Colegiata del Santo Sepulcro (Calatayud).
- Turm der Colegiata de Santa María de los Sagrados Corporales (Daroca).
- Kirche San Miguel und San Valero (Daroca).
- Kirche von San Juan Bautista und la Cuesta (Daroca).
- Kirchturm von Santo Domingo (Daroca).
- Palast der Familie Luna (Daroca).
- Kirche von San Miguel Arcángel (Fuentes de Ebro).
- Kirche von San Juan Bautista (Herrera de los Navarros).
- Palast der Familie Luna (Illueca).
- Kirche von San Juan Bautista (Illueca).
- Kirchturm von Nuestra Señora de la Asunción (Leciñena).
- Kirchturm von Nuestra Señora de la Asunción (Longares).
- Kirche Santa María de la Huerta (Magallón).
- Kirche Santa Ana (Mainar).
- Kirche Santa María (Maluenda).
- Kirche von Santa Justa y Santa Rufina (Maluenda).
- Kirche von San Miguel (Maluenda).
- Taubenturm Palomar (Maluenda).
- Kirchturm von Asunción de Nuestra Señora (Mesones de Isuela).
- Hölzerner Dachstuhl der Kapelle Nuestra Señora de los Ángeles (Mesones de Isuela).
- Kirche von San Martín de Tours (Morata de Jiloca).
- Kirchturm der Nuestra Señora de la Piedad (Moyuela).
- Kirche Santa María Magdalena (Mozota).
- Kirche Nuestra Señora de los Ángeles (Paniza).
- Kirchturm von Nuestra Señora de los Ángeles (Peñaflor de Gállego).
- Kirche Asunción de Nuestra Señora (La Puebla de Alfindén).
- Kirche Asunción de Nuestra Señora (Ricla).
- Kirchturm von San Pedro Apóstol (Romanos).
- Kirchturm von San Pedro Apóstol (Sabiñán).
- Kirche San Miguel oder la Señoría (Sabiñán).
- Kirche San Mateo Apóstol (San Mateo de Gállego).
- Turm und Kirche des Klosters Rueda (Sástago).
- Claustrum, äußere Vierungskuppel, nördlicher Teil des Kirchenschiffs und der mittlere Teil des Turmes der Kathedrale Seo de Nuestra Señora de la Huerta(Tarazona).
- Kirche Santa María Magdalena (Tarazona).
- Turm und Chorteiler des Convento de Nuestra Señora de la Concepción (Tarazona).
- Kirche des Convento de Carmelitas Descalzas de Santa Ana (Tarazona).
- Kirche Santa María (Tauste).
- Kirche von San Antonio Abad und San Antón (Tauste).
- Turm und Apsis der Kirche Asunción de Nuestra Señora (Terrer).
- Kirche San Félix (Torralba de Ribota).
- Turm und Innenraum der Kirche San Martín de Tours (Torrellas).
- Spiegelturm und Kirche Nuestra Señora de la Asunción (Utebo).
- Kirche San Juan Bautista (Velilla de Jiloca).
- Kirchturm von Asunción de Nuestra Señora (Villamayor de Gállego).
- Kirchturm von Santa María de la Huerta (Villanueva de Jalón).
- Kirche San Pedro Apóstol (Villar de los Navarros).
- Kirche Santa María Magdalena (Saragossa).
- Kirche San Miguel de los Navarros (Saragossa).
- Kirche San Gil Abad (Saragossa).
- Kloster la Resurrección (Saragossa).
- Kuppel und hölzerner Dachstuhl der Kirche Santiago el Mayor (Saragossa)
- Kuppel, Gewölbe und Bögen von Santa Teresa oder las Fecetas (Saragossa).
- Haus von Miguel Donlope, Sitz der Real Maestranza de Caballería (Saragossa).
- Palast der Straße las Armas, 32 (Saragossa).
- Alfarje des Palastes de los Condes de Sobradiel o de Gabarda, Sitz des Ilustre Colegio Notarial de Aragón (Saragossa).
- Alfarje der Bar Malabares (Saragossa).
- Kirchturm von San Miguel Arcángel (Monzalbarba).
- Apsis und Umfassungsmauern von San Pedro Apóstol (Zuera).

## Trivia

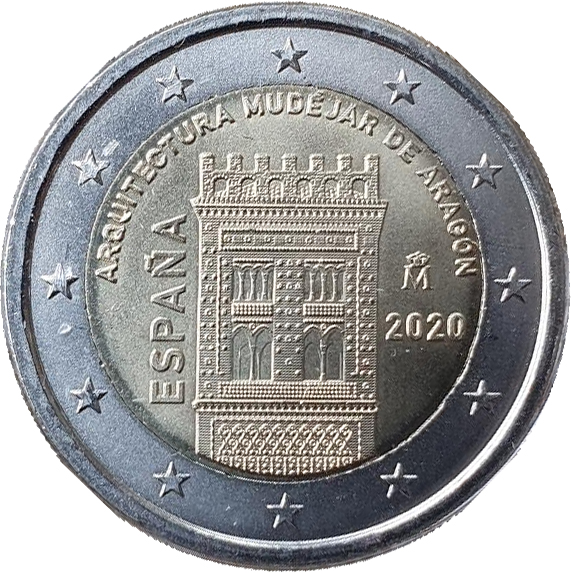
Welterbe-Serie 2€ mit Mudéjar-Architektur in Aragón

Am 1. Februar 2020 brachte die Real Casa de la Moneda. Fábrica Nacional de Moneda y Timbre, FNMT-RCM in der Welterbeserie des spanischen Euro eine 2.- € Münze heraus. Sie zeigt den Glockenturm von San Salvador in Teruel im Mudéjar-Architekturstil. Links ist der Ausgabestaat „ESPAÑA“, rechts neben dem Motiv die Jahreszahl „2020“ sowie das „M“ der Madrider Münzstätte zu sehen. Darüber ist der Ausgabeanlass „ARQUITECTURA MUDÉJAR DE ARAGÓN“ aufgeprägt.